# ميغيل ليموس
ميغيل ليموس (بالإسبانية: Miguel Lemus)‏ هو لاعب كرة قدم سلفادوري في مركز الدفاع، ولد في 26 أكتوبر 1993 في السلفادور. شارك مع منتخب السلفادور تحت 20 سنة لكرة القدم ومنتخب السلفادور لكرة القدم. أما مع النوادي، فقد لعب مع نادي سانتانيكوس أسوشيتد.

## وصلات خارجية
- ميغيل ليموس على موقع قاعدة بيانات كرة القدم.إي يو (الإنجليزية)
- ميغيل ليموس على موقع ناشيونال فوتبول تيمز (الإنجليزية)
- ميغيل ليموس على موقع Soccerway.com (الإنجليزية)